# Episodi de I Maghi di Waverly - Ritorno a Waverly Place
La prima stagione della serie televisiva I Maghi di Waverly - Ritorno a Waverly Place (Wizards Beyond Waverly Place), composta da ventuno episodi, è stata trasmessa negli Stati Uniti d'America da Disney Channel dal 29 ottobre 2024 al 28 febbraio 2025. In Italia la stagione è stata distribuita sulla piattaforma Disney+ a partire dal 30 ottobre 2024 al 14 maggio 2025.
| n° | Codice di produzione | Titolo originale                      | Titolo italiano                                  | Prima TV USA     | Prima TV Italia  |
| -- | -------------------- | ------------------------------------- | ------------------------------------------------ | ---------------- | ---------------- |
| 1  | 101                  | Everything is Not What it Seems       | Niente è come sembra                             | 29 ottobre 2024  | 30 ottobre 2024  |
| 2  | 102                  | Mortal Vibes Only                     | Solo cose da mortali                             | 29 ottobre 2024  | 30 ottobre 2024  |
| 3  | 103                  | Saved by the Spell                    | L'incantesimo della salvezza                     | 30 ottobre 2024  | 30 ottobre 2024  |
| 4  | 104                  | Something Wizard This Way Comes       | Qualcosa di magico in arrivo                     | 30 ottobre 2024  | 30 ottobre 2024  |
| 5  | 105                  | Wizards Just Wand to Have Fun         | Ai maghi basta una bacchetta                     | 8 novembre 2024  | 8 gennaio 2025   |
| 6  | 106                  | The Legend of Creepy Follows          | C'è qualcosa di inquietante tra di noi           | 8 novembre 2024  | 8 gennaio 2025   |
| 7  | 107                  | We're Gonna Need a Bigger Float       | Ci servirà un carro più grande                   | 15 novembre 2024 | 8 gennaio 2025   |
| 8  | 108                  | You Can't Handle the Tooth!           | Il dente ingestibile                             | 15 novembre 2024 | 8 gennaio 2025   |
| 9  | 109                  | Wiz-Taken Identity                    | Scambio d'identità magico                        | 22 novembre 2024 | 8 gennaio 2025   |
| 10 | 110                  | Ain't Gnome Party Like a Wizard Party | Non c'è festa degli gnomi come quella di un mago | 22 novembre 2024 | 28 febbraio 2025 |
| 11 | 111                  | Potions Eleven                        | La pozione                                       | 17 gennaio 2025  | 28 febbraio 2025 |
| 12 | 112                  | Battle of the Wands                   | La battaglia delle bacchette                     | 17 gennaio 2025  | 28 febbraio 2025 |
| 13 | 113                  | There's Something About the Russos    | C'è qualcosa di strano con i Russo               | 24 gennaio 2025  | 28 febbraio 2025 |
| 14 | 114                  | Ready Player Wand                     | Ready Player Bacchetta                           | 24 gennaio 2025  | 19 marzo 2025    |
| 15 | 115                  | Quest Birthday Ever!                  | La ricerca del compleanno                        | 31 gennaio 2025  | 19 marzo 2025    |
| 16 | 116                  | While You Were Sleepcasting           | Incantesimo nel sonno                            | 31 gennaio 2025  | 19 marzo 2025    |
| 17 | 117                  | Abraca-Disaster!                      | Abraca-disastro!                                 | 7 febbraio 2025  | 19 marzo 2025    |
| 18 | 118                  | Hit Me With Your Best Bot             | Sfoggia il tuo robot migliore                    | 7 febbraio 2025  | 14 maggio 2025   |
| 19 | 119                  | Raider’s of the Locked Archive        | I predoni dell'archivio serrato                  | 14 febbraio 2025 | 14 maggio 2025   |
| 20 | 120                  | When You Wish Upon a Squonk           | Quando ti affidi a uno Squonk                    | 21 febbraio 2025 | 14 maggio 2025   |
| 21 | 121                  | Nigh is Now!                          | La resa dei conti                                | 28 febbraio 2025 | 14 maggio 2025   |